# Ihmisten edessä
Ihmisten edessä – debiutancki album Jenni Vartiainen. Został wydany 12 września 2007 roku. Album sprzedał się w nakładzie 33 000 egzemplarzy i osiągnął status platynowej płyty.

## Lista utworów
| #   | Tytuł                   | Długość |
| --- | ----------------------- | ------- |
| 1.  | "Tuhannet mun kasvot"   | 5:06    |
| 2.  | "Ihmisten edessä"       | 3:32    |
| 3.  | "Kerro miltä se tuntuu" | 4:01    |
| 4.  | "Toinen"                | 4:05    |
| 5.  | "Mustaa kahvia"         | 3:47    |
| 6.  | "Malja"                 | 3:21    |
| 7.  | "Tunnoton"              | 3:46    |
| 8.  | "Elämänperhonen"        | 4:24    |
| 9.  | "Mandartania"           | 3:30    |
| 10. | "Vedenalaista"          | 5:21    |